# Věra Boudníková Špánová
Věra Boudníková Špánová (5. července 1946 Český Krumlov - 11. ledna 2012 Praha) byla česká textilní výtvarnice.

## Život
Narodila se 5. července 1946 v Českém Krumlově. Od roku 1961 studovala Střední průmyslovou školu textilní v Brně, obor výtvarné zpracování textilií a oděvů a tkalcovství, kterou absolvovala v roce 1965. Později studovala Pedagogickou fakultu v Praze a Českých Budějovicích (obor výtvarná výchova a český jazyk) a to v letech 1967 až 1973. V roce 1968 uzavřela sňatek s grafikem Vladimírem Boudníkem. Ten ale téhož roku tragicky zemřel. V sedmdesátých letech žila v Českém Krumlově, kde dostala první velkou zakázku, a to triptych velkoformátových tapiserií „Příroda - pravěk - renesanční město", který je stále vystaven na chodbách Regionálního muzea v Českém Krumlově. Provdala se za herce Františka Husáka, který v Českém Krumlově žil po vynuceném odchodu z Činoherního klubu v roce 1974. Manželé se společně věnovali pedagogické činnosti. Vedli soubor romských dětí, pořádali dětská představení pohádek Miloše Macourka a putovní výstavy tapisérií.Společně si též zahráli epizodní role ve filmu o drogové závislosti Pavučina, který natáčel režisér Zdeněk Zaoral v léčebně Červený Dvůr. Začátkem osmdesátých let se rozvedli a Věra se přestěhovala do Prahy. Pracovala v různých povoláních, byla knihovnicí v Muzeu hlavního města Prahy a v Galerii hlavního města Prahy, prodávala knihy, pracovala jako uklízečka. Později vedla seniorské výtvarné dílny pod názvem Tvořivé pátky. V letech 1989 až 1998 byla členkou umělecké skupiny ŽARARAKA.Toto pražské umělecké textilní studio vzniklo z popudu několika absolventů VŠUP, teoretičky umění Ludmily Kybalové a publicistky Lenky Žižkové, jako reakce na celkový stav textilní tvorby. Od roku 2004 se aktivně věnovala práci ve výtvarné sekci Umělecké besedy.Zemřela náhle při přípravě rekapitulační výstavy, která měla být v Litoměřicích.

## Dílo

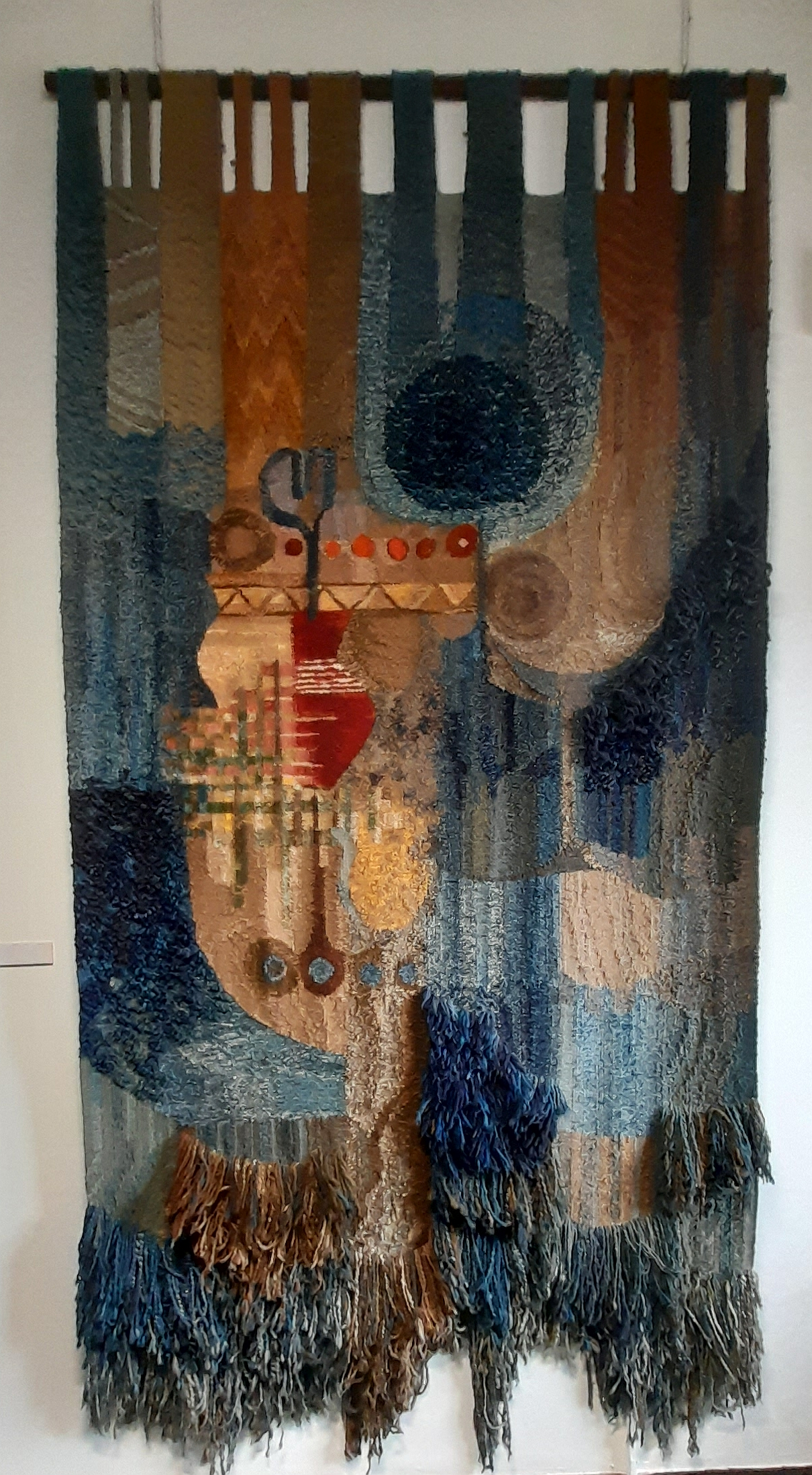
Tapisérie 1 na chodbě Regionálního muzea v Českém Krumlově

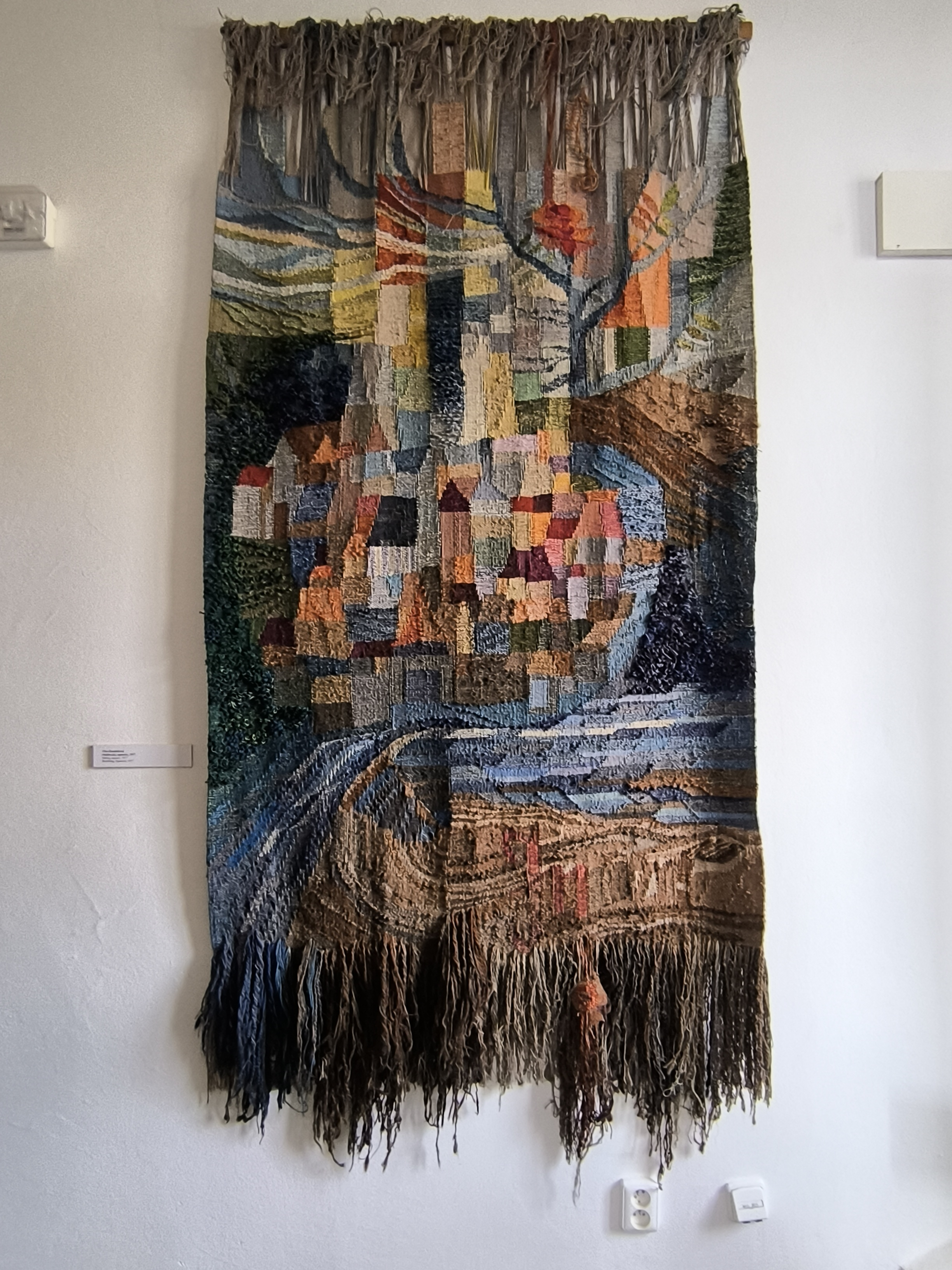
Tapisérie 2 na chodbě muzea v Českém Krumlově

### Výběr ze samostatných výstav
- 1972: Malá síň Československého spisovatele, Praha
- 1974: České Budějovice; Besednice; Rožmitál na Šumavě; Kaplice
- 1975: Muzeum užitého umění v Göteborgu, Švédsko (s B. Suchou a M. Eremiášovou); Galerie mladých, Brno; Vyšší Brod
- 1976: Nové Hrady (s V. Johanusem)
- 1977: Dům československých dětí, Praha (s V. Johanusem); Muzeum, Týn nad Vltavou ( s H. Pulkrábkovou)
- 1979: České Budějovice (s J. Žátkovou)
- 1984: výstavní síň Dílo, České Budějovice
- 1986: Okresní vlastivědné muzeum v Českém Krumlově
- 1987: Dílo, výstavní síň Červené srdce, Plzeň; dílo, výstavní síň Zlatá lilie, Praha
- 1988: Klub novinářů, Praha
- 1989: zámek, Sokolov (s J. Hamplem)
- 1992: Dům umění v Českých Budějovicích
- 1993: Mé šumavské tety, Na Valech, Kutná hora
- 1996: Galerie české kultury, zámek, Český Krumlov
- 1997: Galerie Na Jatkách, Wroclaw, Polsko
- 2001: Rozloučení s medvědy, antikvariát Ungula, Praha
- 2003: Výběr 1999-2002, Ústav makromolekulární chemie AV ČR, Petřiny, Praha
- 2006: Veselé pohádky, regionální muzeum, Český Krumlov
- 2012: Retrospektiva, Severočeská galerie výtvarného umění v Litoměřicích
- 2014: Výběr z díla –konceptuální umění, Galerie Millennium, Praha

#### Výběr z kolektivních výstav
- 1974: Max74, Brno
- 1975: Žena 75, České Budějovice
- Proemium, Český Krumlov
- 1976: Žena 76, Užité umění mladých, České Budějovice, Mánes, Praha
- 1978: Jihočeští výtvarní umělci, České Budějovice
- 1979: Mladí jihočeští výtvarní umělci, Žena 79, Výtvarníci dětem České Budějovice
- Jihočeští výtvarní umělci, Meingen, NDR
- Užité umění mladých 79, Praha, Moskva, Riga, Vilnius, Berlín
- 1980: Jihočeští výtvarní umělci, Alšova jihočeská galerie, Hluboká nad Vltavou
- 1981: Mezinárodní výstava textilních miniatur, Galerie tapiserie, Jindřichův Hradec, Galerie „D“, Praha
- 1982: Mladí jihočeští výtvarníci, Jindřichův Hradec, Blatná
  - Člověk a současnost, České Budějovice
  - Československá textilní miniatura, Budapešť, Maďarsko, Kuba
- 1983: Mladí jihočeští výtvarníci, Most; Jihočeští výtvarní umělci, Český Krumlov
- 1986: Československá textilní miniatura, Galerie tapiserie, Jindřichův Hradec
- 1988: Současná česká tapiserie v pracích mladých autorů, galerie moderního umění v Roudnici nad Labem; zámecký park, Dolní Počernice
- 1989: 16 tapiserií pro Musaion, památník národního písemnictví, Strahov, Praha, 
  - Současní textilní výtvarníci, Kladno
  - Salón užitého umění, Praha
- 1990: Smutné večery velryb, Galerie Sýpka, Vlkov; Bienále textilní miniatury, Szombathei, Maďarsko; ARTŠROT, výsledky 1.mezinárodního sympozia U Panny Marie Sněžné, Praha; Česká tapisérie, Sankturinovský dům, Kutná Hora; ŽARARAKA, Rapidcentrum, Praha
- 1991: Textil v prostoru, Galerie Modrý pavilon, Praha; Alternativy tapiserie, Brno; Bratislava; ŽARARAKA, Sofie, Bulharsko; Lulee, Švédsko; Tři českoslovenští umělci (Boudníková, Ovčáček, Krajčovičová), Riudoms; Mataró, Salou, Tarragona Španělsko; Nová tapisérie, ÚLUV, Praha; Dny české kultury, Jena, Německo
- 1992: ART-ATELIÉR ŽARARAKA - výsledky 2. mezinárodního sympozia, Severočeské muzeum, Liberec; Mladá Boleslav
- 1993: Dědictví antiky –Dřevohmota – výsledky 3. mezinárodního sympozia ŽARARAKY, Galerie antiky, Hostinné; Galerie Bří Čapků, Praha; Voda na kolečkách, Česká spořitelna, Praha; Festival českého a slovenského umění Antverpy, Belgie
- 1994: Netkaný textil – výsledky 4. mezinárodního sympozia ŽARARAKY, Galerie Hůlka, Liberec; Galerie U Řečických, Praha; Smutné večery velryb, Falmouth, Bath, Anglie
- 1995: Přírůstky, Severočeské muzeum, Liberec; Smutné večery velryb, Falmouth, Bath, Anglie; ŽARARAKA pod Žebrovkou, zámek, Nové Město nad Metují; 8. trienále tapisérií, Lodž, Polsko
- 1996: ŽARARAKA, Okresní muzeum, Kutná Hora; Smutné večery velryb, Huddersfield-Dewsburry Gallery; Cowmbran-Llantman Gallery; Jarrow-Bedes Word Gallery; Anglie
- 1997: B. Holomíček a ŽARARAKA – výsledky dvou posledních sympozií, VŠUP v Praze; ŽARARAKA, Staroměstská radnice, Praha; České centrum, Paříž
- 1998: ŽARARAKA, České centrum, Varšava, Polsko; Belgie, Lucembursko, Holandsko
- 1999: Prozařování, Galerie moderního umění v Roudnici nad Labem, Galerie umění, Karlovy Vary
- 2000: Prozařování, Oblastní galerie Vysočiny, Jihlava; Alfa 2000 Omega, Galerie moderního umění v Roudnici nad Labem; Vila Portheimka, Praha
- 2002: Naše květiny Ústav makromolekulární chemie ČSAV, Petřiny, Praha; Ústav makromolekulární chemie AV ČR, Praha
- 2003: Naše květiny, výstavní síť hradu Kámen – Alpinárium, Kámen u Pacova; Země čas, kaple sv. Václava, Pacov
- 2004: Ve výstavbě, workshop na dole MAYRAU, Vinařice u Kladna
- 2007: Členská výstava Umělecké besedy, Galerie výtvarného umění, Most,; Novoměstská radnice, Praha; Umělecká beseda: Vědomí o člověku, Mánes Praha; výstavní síň Masné krámy, Plzeň; Die durchstige Welt, Landschloss Pirna –Zuschendorf, Švýcarsko; Členská výstava Umělecké besedy, Muzeum a galerie Orlických hor, Rychnov nad Kněžnou; Průzračný svět –podoby vody Durchsichtige Welt, Galerie moderního umění v Roudnici nad Labem
- 2009: Věčná pomíjivost, Severočeská galerie výtvarného umění v Litoměřicích, kostel zvěstování Panně Marii
- 2018: Pocta suknu: textil v kontextu umění, Galerie 8SMIČKA, Humpolec

### Zastoupení ve sbírkách
- Okresní vlastivědné muzeum v Českém Krumlově (Dnes Regionální muzeum v Českém Krumlově)
- Uměleckoprůmyslové museum v Praze,
- Severočeské muzeum v Liberci,
- Muzeum užitého umění v Göteborgu,
- Expozice Bohumila Hrabala v Nymburku,
- soukromé sbírky v Anglii, Itálii, Polsku, Rakousku, Španělsku, Švédsku, Švýcarsku.